# John Arthur Thomas Robinson
John Arthur Thomas Robinson (Canterbury, 16 maggio 1919 – Arncliffe, 5 dicembre 1983) è stato un teologo protestante inglese, vescovo anglicano di Woolwich (Inghilterra), decano emerito del Trinity College di Cambridge ed esegeta.
Fu uno dei maggiori esponenti della corrente liberale e del movimento per un cristianesimo di apertura e di progresso.
Le sue idee furono popolari fra i pensatori e i frequentatori delle facoltà di teologia di Tübingen, Berna e Parigi negli anni in cui le idee più interessanti in teologia continentale provenivano dalla comunità di lingua tedesca, sia in campo cattolico che protestante, e da figure quali Jürgen Moltmann, Hans Küng, Karl Barth, Emil Brunner, Rudolf Bultmann e Paul Tillich.

## Opere

### Honest to God
Il suo libro Honest to God, del 1963, diffuse il dibattito teologico a livello popolare raggiungendo il milione di copie vendute in 4 anni.

### Redating the New Testament(1976)
« One of the oddest facts about the New Testament is that what on any showing would appear to be the single most datable and climactic event of the period - the fall of Jerusalem in ad 70, and with it the collapse of institutional Judaism based on the temple - is never once mentioned as a past fact.»
Nella sua opera Robinson riprese la tesi di Harnack che non era riuscita a farsi strada nel 1911 mettendo in discussione le tesi di una datazione tardiva dei libri del Nuovo Testamento. Propose le date del 45-60 per Marco, del 40-60 per Matteo, del 57-60 per Luca, del 40-65 per Giovanni e del 57-62 per gli Atti. Situò la Lettera di Giacomo nel 47-48, ritenendola la più antica di tutte.

## Altre opere
- The New Reformation?  (1965)
- But that I can't believe (1967) Collin's, Fontana Books
- In The End God (1969)
- Christian freedom in a permissive society (1970)
- Human Face of God (1973)
- Redating the New Testament  (1976)
- Can we trust the New Testament?  (1977)
- The Priority of John
- God's Truth: Essays to Commemorate the Twenty-Fifth Anniversary of the Publication of Honest to God (coautore Eric James)
- The Body: A Study in Pauline Theology  (p. 1988)
- Where three ways meet (p. 1988)
- Twelve New Testament Studies
- The roots of a radical
- Thou Who Art: The Concept of the Personality of God (postumo, marzo 2006)